# Järlöv och Fageråkra
Järlöv och Fageråkra är en av SCB avgränsad och namnsatt småort i Varbergs kommun, Hallands län. Småorten omfattar bebyggelse i Järlöv och Fageråkra belägna nordväst om Veddige i Veddige socken.